# Muséification
La muséification d'un espace ou d'une pratique est le processus par lequel s'opère sa transformation en un objet de conservation ainsi que de valorisation touristique, à la manière de ce qui se trouverait dans un musée. Forme de patrimonialisation qui s'attache à figer dans des lieux de visite bien cadrés ce qu'elle entend sauvegarder, elle est souvent dénoncée comme une tendance négative de certaines politiques culturelles actuelles, voire des sociétés occidentales en général, puisque s'y opérerait par exemple selon Jean Clair, une véritable muséification du quotidien lui-même.
Le concept de muséification a été largement employé pour caractériser certaines formes d'urbanisme dans les centres-villes des pays occidentaux, notamment en France, où le souci de l'esthétique tendrait à l'emporter sur le fonctionnel et les activités socio-économiques, s'imposant dans certains cas au détriment de celles-ci.
« Dans certains centres historiques prestigieux (Venise, Tolède et dans une moindre mesure Bruges), ce processus de muséification a pris une ampleur sans précédent au cours des vingt dernières années. Il est d’autant plus mal vécu par les populations résidentes qu’il se double d’une désappropriation symbolique des lieux. Le Vénitien, par exemple, voit sa ville transformée en une sorte de Disneyland : lui qui y vit et y travaille se sent considéré comme l’indigène d’une culture minoritaire. » 